# Marcelle Bittar
Marcelle Bittar de Almeida (Guarapuava, Paraná; 5 de mayo de 1981), más conocida como Marcelle Bittar, es una modelo brasileña de ascendencia libanesa.
En 1996, Bittar fue inscrita por su madre en la agencia de modelos Elite Model Management, a la que se unió con apenas 14 años. Ha pertenecido a otras agencias como Ford (Nueva York, Miami), Women (Milán), Select (Londres), Mega (Hamburgo) y Ten Model Management Agency, la agencia de su propia madre. En 2001 Bittar fue nominada a los premios Abit Fashion en la categoría de mejor modelo femenina. El mismo año participó en la semana de la moda de São Paulo.